# Lhotka (district de Jihlava)
Pour les articles homonymes, voir Lhotka.
Lhotka (en allemand : Klein Lhotta) est une commune du district de Jihlava, dans la région de Vysočina, en République tchèque. Sa population s'élevait à 99 habitants en 2024.

## Géographie
Lhotka se trouve à 6 km au nord-ouest de Telč, à 26 km au sud-ouest de Jihlava et à 119 km au sud-est de Prague.
La commune est limitée par Řásná au nord, par Vanov et Hostětice à l'est, par Mrákotín au sud et à l'ouest.

## Histoire
La première mention écrite de la localité date de 1385.

## Transports
Par la route, Lhotka se trouve à 7 km de Telč, à 32 km de Jihlava et à 149 km de Prague.